# Théodore Géricault
Jean Louis André Théodore Géricault, född 26 september 1791 i Rouen, död 26 januari 1824 i Paris, var en fransk målare och litograf. Han var en av romantikens främsta företrädare och är troligtvis mest känd för Medusas flotte.

## Biografi
Géricault utbildades i Claude Joseph Vernets realistiska tradition och inspirerades av nyklassicisten Pierre-Narcisse Guérin. Hans första framgång kom med Kavalleriofficeren 1812, ett verk som avslöjade påverkan från Peter Paul Rubens och ett tidigt intresse för samtida motiv. Genom en resa till Florens och Rom 1816–1817 kom Géricault i kontakt med Michelangelos konst och barocken.
I sitt konstnärskap återkom Géricault ofta till det militära temat från sina första målningar och de litografier han utförde på detta tema efter sin resa till Italien räknas till de tidigaste mästerverken i detta medium.
Hans förmodligen mest berömda verk är Medusas flotte från 1819 som med stor pregnans återger följden av en samtida förlisning då en korrupt fransk kapten övergav sin besättning och lämnade dem att dö. I detta verk kombinerade han en nyklassisk komposition (i till exempel figurerna) med romantikens dramatiska grepp (till exempel den dominerande diagonalen och det lilla fartyget i bildens högerkant). Konstverket blev ingen större framgång i Frankrike varför Géricault tog det med sig till Storbritannien där det väckte stor beundran.
Åter i Frankrike påbörjade Géricault en serie porträtt av sinnessjuka där varje porträtt återger olika former av psykiskt lidande.
År 1820 utförde Géricault skissen A Public Hanging in London, som avbildar en offentlig hängning i London. Skissen förmedlar särskilt de dödsdömdas värdighet. Géricault publicerade senare en rad verk som föreställer de fattigas liv på Londons gator och torg. Konstverket finns på Musée des Beaux-Arts de Rouen.
Försvagad av ridolyckor och kroniska tuberkulösa infektioner avled Géricault i Paris 1824 efter en längre tids sjukdom. Hans grav på Père-Lachaise återger honom med pensel i hand ovanför en relief av hans berömda Medusas flotte. Géricault är representerad vid bland annat Nationalmuseum i Stockholm.

## Bilder

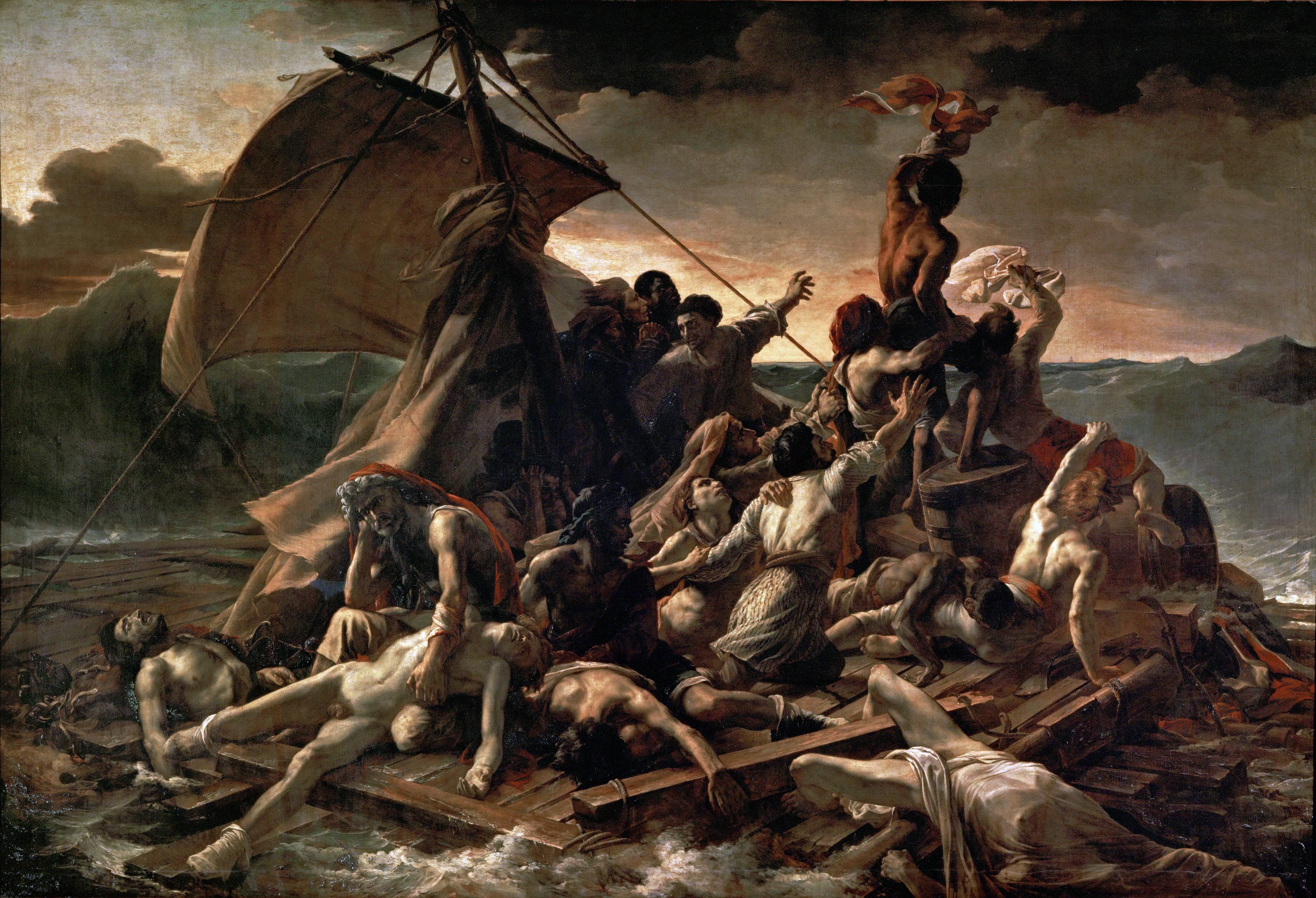
Medusas flotte, olja på duk, 491 × 716 cm, 1818–1819, Louvren.
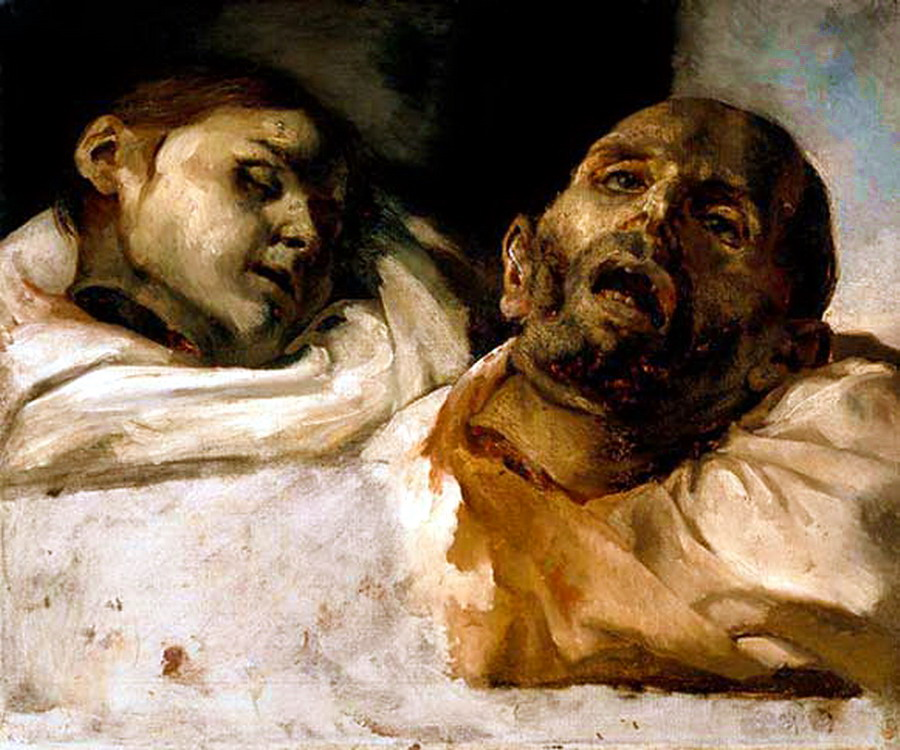
De avhuggna huvudena, Nationalmuseum.